# Stumptown (serie televisiva)
Stumptown è una serie televisiva statunitense, tratta dall'omonimo fumetto, in onda dal 25 settembre 2019 su ABC. Il titolo Stumptown è un soprannome per la città di Portland, in Oregon, dove è ambientata la serie.

## Trama
Dexedrine "Dex" Parios è una veterana militare, che lotta per cavarsela e prendersi cura di suo fratello minore, a Portland, nell'Oregon. Lotta anche contro il disturbo da stress post-traumatico dovuto ai suoi anni come Marine in Afghanistan, dove ha lavorato nell'intelligence militare fino a quando non è stata ferita da un'esplosione che ha ucciso il suo fidanzato. Pressata da pesanti debiti di gioco e incapace di mantenere un lavoro stabile, diventa un'investigatrice privata per risolvere problemi in cui la polizia non può essere coinvolta.

## Episodi
| Stagione       | Episodi | Prima TV USA | Prima TV Italia |
| -------------- | ------- | ------------ | --------------- |
| Prima stagione | 18      | 2019-2020    | 2019-2020       |

## Personaggi e interpreti

### Personaggi principali
- Dexadrine "Dex" Parios, interpretata da Cobie Smulders.
Veterana dell'esercito che ora lavora come investigatore privato per sostenere suo fratello e pagare i suoi debiti.
- Greyson "Grey" McConnell, interpretato da Jake Johnson.
Ex detenuto e proprietario del bar Bad Alibi. È il migliore amico di Dex.
- Sue Lynn Blackbird, interpretata da Tantoo Cardinal.
Proprietaria di un casinò tribale e madre del fidanzato deceduto di Dex.
- Ansel Parios, interpretato da Cole Sibus.
Fratello di Dex affetto da sindrome di Down e lavora al Bad Alibi.
- Tookie, interpretato da Adrian Martinez.
Proprietario di un food truck, impiegato come informatore da Dex.
- Tenente Cosgrove, interpretata da Camryn Manheim.
Supervisore del detective Hoffman.
- Miles Hoffman, interpretato da Michael Ealy.
Detective, contatto di Dex all'ufficio di polizia di Portland.

### Personaggi secondari
- Hollis Green, interpretato da Gregory Zaragoza, doppiato da Mario Cordova.
Braccio destro di Sue Lynn.
- Liz Melero, interpretata da Monica Barbaro.
Bartender al Bad Alibi, impegnata con Grey.
- Kara Lee, interpretata da Fiona Rene.
Detective e collega di Hoffman.

## Produzione
La serie, annunciata a gennaio 2019, è stata ufficialmente ordinata dalla ABC l'8 maggio 2019 e ha debuttato il 25 settembre successivo. In Italia la prima stagione è trasmessa dal 20 novembre 2019 su Fox.
Nonostante il 21 maggio 2020 sia stato annunciato il rinnovo per una seconda stagione, la serie è stata cancellata a causa dei ritardi di produzione determinati dalla pandemia di Covid-19.